# Julia Quinn
Julie Pottinger (z domu Cotler; ur. 12 stycznia 1970), znana pod pseudonimem Julia Quinn – amerykańska pisarka romansów historycznych. Jej powieści zostały przetłumaczone na 41 języków i 19 razy pojawiły się na liście bestsellerów dziennika „The New York Times”. Jej cykl Bridgertonowie został zaadaptowany dla Netflixa przez firmę produkującą filmy Shondaland pod tym samym tytułem. 